# John Porry Murray
John Porry Murray (* 14. Juli 1830 in Gainesboro, Tennessee; † 21. Dezember 1895 ebenda) war ein US-amerikanischer Jurist und Politiker. Er gehörte der Demokratischen Partei an. Ferner diente er als Offizier in der Konföderiertenarmee.

## Werdegang
John Porry Murray, Sohn von Nancy Walker Butler (1790–1850) und Thomas Murray (1789–1855), wurde mehrere Jahre vor dem Beginn der Wirtschaftskrise von 1837 im Jackson County geboren und wuchs dort auf. Er studierte Jura und begann nach dem Erhalt seiner Zulassung als Anwalt zu praktizieren. In den Folgejahren wurde er Staatsanwalt und 1857 Richter im Jackson County. Er heiratete Evaline Elizabeth Eaton (1838–1878), Tochter von Elizabeth Dudney (1801–1877) und Joseph Eaton (1800–1875). Das Paar bekam mindestens fünf Kinder: George Bancroft (1853–1930), Nannie (1856–1930), Alice (1858–1898), Eva Eveline (1872–1942) und John Perry (1876–1946). Nach dem Ausbruch des Bürgerkrieges verpflichtete er sich in der Konföderiertenarmee. Er diente als Colonel von 1861 bis 1862 im 28. Infanterieregiment von Tennessee und von 1862 bis 1863 in Murray’s 4. Kavallerieregiment von Tennessee. 1863 wurde er in den zweiten Konföderiertenkongress gewählt, wo er von 1864 bis 1865 diente. Nach dem Ende des Krieges nahm er seine Tätigkeit als Jurist wieder auf. Er war zwischen 1865 und 1895 als Staatsanwalt in Gainesboro tätig. 1876 nahm er als Delegierter an der Democratic National Convention in St. Louis (Missouri) teil. Er verstarb 1895 in Gainesboro und wurde dann dort beigesetzt.

## Reden
- Rede von John Porry Murray vor dem Aussetzen des Habeas Corpus (1864)